# Musselkantarell
Musselkantarell (Arrhenia acerosa) är en lavart som först beskrevs av Elias Fries, och fick sitt nu gällande namn av Robert Kühner 1980. Enligt Catalogue of Life ingår Musselkantarell i släktet Arrhenia,  och familjen Tricholomataceae, men enligt Dyntaxa är tillhörigheten istället släktet Arrhenia,  och familjen trådklubbor. Arten är reproducerande i Sverige. Inga underarter finns listade i Catalogue of Life.